# Будагов, Лазарь Захарович
Ла́зарь Заха́рович Буда́гов (12 (24) апреля 1812, Астрахань — 30 декабря 1879 (11 января 1880), Санкт-Петербург) — российский тюрколог-востоковед.

## Биография
По происхождению армянин. Окончив Астраханскую гимназию, с 1833 года учился на историко-филологическом отделении философского факультета Московского университета. Два с половиной года преподавал арифметику в Лазаревском институте восточных языков. В 1840 году окончил отделение восточных языков философского факультета Казанского университета кандидатом с золотою медалью.
Преподавал арифметику, азербайджанский и персидский языки в Тифлисе (мужская гимназия и женский институт).
В 1845 году был утверждён преподавателем татарского языка (адербейджанского наречия) на факультете восточных языков Санкт-Петербургского университета; адъюнкт с 1849, доцент — с 1864; вышел на пенсию 4 апреля 1870 года.
С 1861 года служил в Азиатском департаменте Министерства иностранных дел в должности драгомана.
Умер в Санкт-Петербурге и похоронен на Смоленском армянском кладбище.

## Научная деятельность
Объём и состав Словаря Будагова — его главного труда — определяется прежде всего тем, что он построен на сравнении лексического материала тех двух классификационных групп тюркских языков, на которые эти последние в ту пору членились ещё чисто интуитивно, а именно групп «турецкой» (по современной терминологии — огузской, или юго-западной) и «татарской» (кыпчакской, или восточной). В Словаре широкое отражение нашла общетюркская и межтюркская лексика.